# 江の島大師
江の島大師（えのしまだいし）は神奈川県藤沢市江の島にある単立の寺院である。

## 概要
江の島は、欽明天皇13年（552年?）に海底より隆起して生まれたとされ（江嶋縁起）。弘仁5年（814年）には弘法大師空海が岩屋に参拝し社殿を創建したとのを起源とする神仏習合の金亀山与願寺があった。しかし、明治維新期の廃仏毀釈や神仏分離令により、与願寺の神道部分は江島神社となって存続する一方で、寺は廃され僧侶は全員僧籍を離れて神職となった。
江の島大師は、島から仏教寺院がなくなって百数十年を経た1993年（平成5年）、1964年（昭和39年）に廃業した旅館「江の島館」跡地に、最福寺 (鹿児島市)の関東別院として創建された。本尊は不動明王で、室内にある像としては国内最大の高さ6mの威容を誇り、赤不動とよばれている。

## 住所
- 神奈川県藤沢市江の島二丁目4番10号

## アクセス
- 小田急片瀬江ノ島駅下車。駅から徒歩30分弱。